# Syniuszyn Brid
Syniuszyn Brid (ukr. Синюшин Брід) – wieś na Ukrainie, w obwodzie mikołajowskim, w rejonie perwomajskim, siedziba hromady. W 2001 liczyła 1708 mieszkańców, wśród których 1604 wskazało jako ojczysty język ukraiński, 74 rosyjski, 14 mołdawski, 13 węgierski, a 3 białoruski.